# Pteromalus lineolatus
Pteromalus lineolatus är en stekelart som beskrevs av Dalla Torre 1898. Pteromalus lineolatus ingår i släktet Pteromalus och familjen puppglanssteklar. Inga underarter finns listade i Catalogue of Life.